# Flughafen Asahikawa

i7
i11
i13
Der Flughafen Asahikawa (japanisch 旭川空港 Asahikawa Kūkō, IATA-Code: AKJ, ICAO-Code: RJEC) ist ein Regionalflughafen der japanischen Stadt Asahikawa. Er liegt etwa 15 Kilometer südöstlich des Stadtzentrums auf der Grenze von Asahikawa zu Higashikagura. Der Flughafen Asahikawa gilt nach der japanischen Gesetzgebung als Flughafen 2. Klasse.